# Zetekella caroli
Zetekella caroli is een wants uit de familie Tingidae. De soort is endemisch in Suriname. Het diertje is zo'n 2 millimeter lang.
De soort is beschreven in een special van Zoologische Mededelingen, uitgegeven door Naturalis, die op 1 januari 2008 verscheen ter ere van het 250-jarig bestaan van de zoölogische nomenclatuur. Op 1 januari 1758 verscheen namelijk de tiende editie van Systema naturae van Carl Linnaeus. De soortaanduiding caroli verwijst naar de voornaam van Linnaeus.